# Vlčinec (rod)

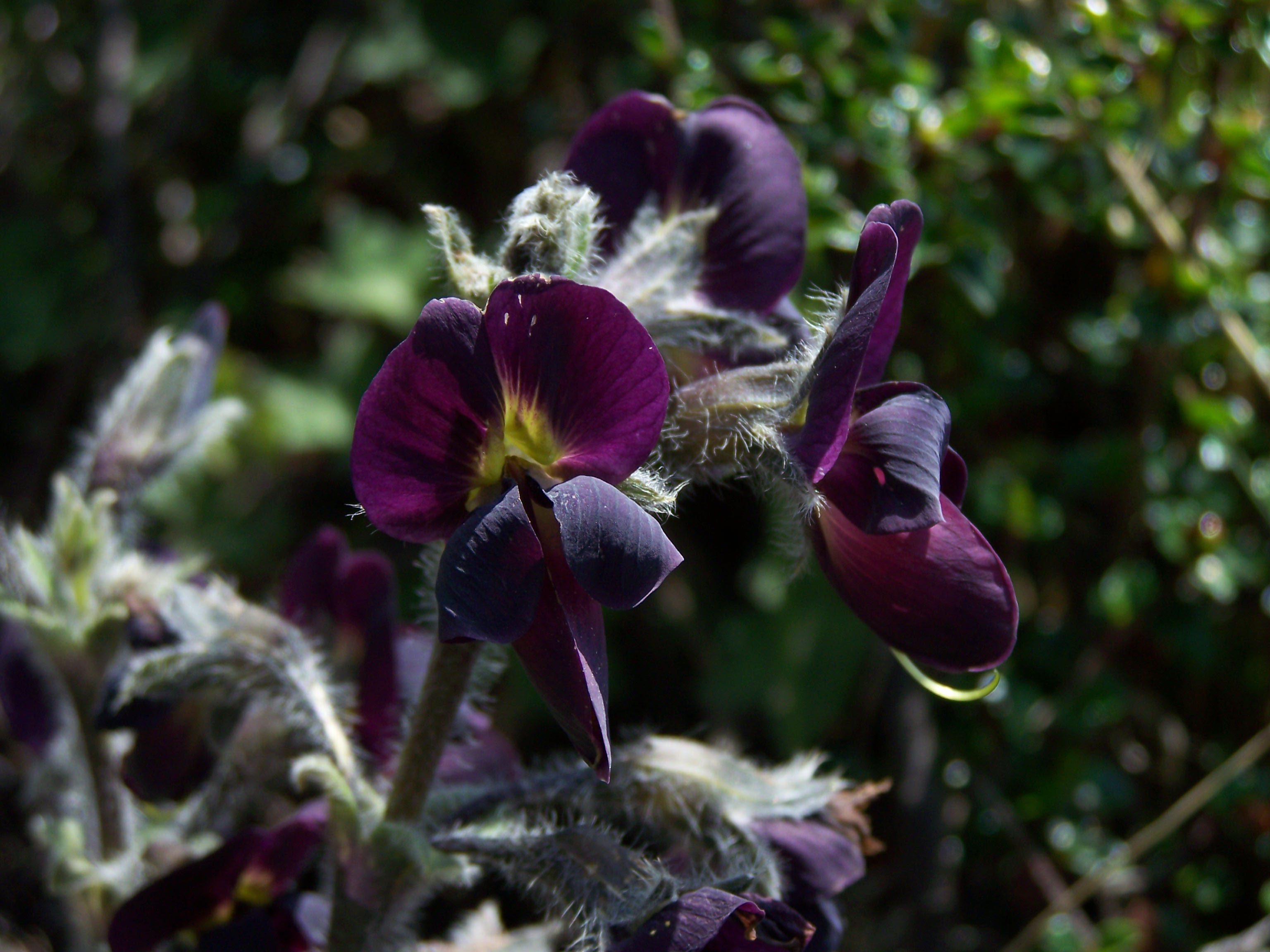
Květenství vlčince Thermopsis barbata

Vlčinec (Thermopsis) je rod rostlin z čeledi bobovité (Fabaceae). Jsou to byliny se žlutými nebo purpurovými květy a trojčetnými listy, připomínající vlčí bob. Rod zahrnuje asi 23 druhů a je rozšířen ve střední a východní Asii a v Severní Americe.

## Popis
Vlčince jsou vytrvalé byliny, poněkud připomínající vlčí bob. Listy jsou trojčetné, s velkými lupenitými palisty. Květenství je hrozen, buď je vrcholové nebo se vyvíjí naproti listu. Květy jsou nejčastěji žluté, řidčeji purpurové. Kalich je zvonkovitý nebo na jedné straně kapsovitě vypouklý, zakončený 5 zuby. Koruna je motýlovitá, korunní lístky jsou na bázi nehetnaté. Tyčinek je 10 a jdou volné. V semeníku je 4 až 22 vajíček. Plodem je podlouhlý až vejčitý, kožovitý lusk, obsahující ledvinovitá až okrouhlá semena.

## Rozšíření
Rod vlčinec zahrnuje asi 23 druhů. Je rozšířen ve střední a východní Asii (13 druhů) a Severní Americe (10 druhů). V Asii sahá areál rozšíření od Uzbekistánu a Kazachstánu po Mongolsko, Sibiř, Ruský Dálný východ, Čínu a Japonsko, na jih po Himálaj. V Severní Americe je rod vlčinec rozšířen od západní Kanady po Kalifornii a jv. USA.
Vlčince jsou rozšířeny od tundry a subarktických lesů až po subtropické lesy a keřovou vegetaci mediteránního typu. V Himálaji vystupují některé druhy až do nadmořské výšky kolem 5000 metrů (Thermopsis inflata, T. barbata), v asijské alpínské tundře roste T. alpina.

## Význam
Význam vlčinců není velký, některé druhy jsou pěstovány jako okrasné rostliny (Thermopsis montana), jiné mají využití v medicíně či proti erozi. Některé druhy jsou dosti zřídka pěstovány v českých botanických zahradách.